# Riachuelo (película)
Riachuelo es una película argentina estrenada el 4 de julio de 1934, dirigida por Luis José Moglia Barth sobre su propio guion escrito en colaboración con José Bustamante y Ballivián según el argumento de este y protagonizada por Luis Sandrini, Maruja Pibernat, María Esther Gamas y Alfredo Camina con música original de Edgardo Donato y Máximo Orsi. Fue la tercera película de este director para la productora Argentina Sono Film, que tuvo grandes dificultades para reunir el dinero necesario para terminarla pues los socios capitalistas se habían retirado de la empresa. Obtuvo buena recepción del público y de la crítica, costó menos de 80.000 pesos y solamente en el primer año le rindió a la productora un millón de pesos.  

## Sinopsis
Al comienzo de la película Berretín, interpretado por Luis Sandrini, sale del viejo remolcador anclado en el Riachuelo donde vive y comienza a caminar entre los marineros de distintas nacionalidades que cruzan por el lugar. Es un hábil carterista que lleva consigo un paraguas en cuyo interior va guardando lo que roba. Llega a un boliche donde toca una orquesta de señoritas cuya cantante, Rosa, le dedica el tango Berretín. Un guapo cuyo apodo es El Carancho pretende llevarse a Rosa pero entre ésta y Berretin más la ayuda de Remanso, a quien recién conocen en ese incidente, se lo sacan de encima. Berretín le ofrece alojamiento en el remolcador y allí se entera de que Remanso acaba de salir de la cárcel, adonde fue a parar por culpa de una mujer.
Remanso comienza a trabajar en un astillero y a interesarse románticamente por Rosa. Berretín sigue robando pero cuando le saca dinero a una pobre gente Remanso lo obliga a devolverlo y por ello recibe un beso de una muchacha agradecida. Eso lo transforma, decide hacerse honrado, dejar de robar y comenzar a trabajar en el astillero. Más adelante, y por azar, consigue descubrir y atrapar a la banda de El Carancho que había robado en el astillero y su dueño, agradecido por haber recobrado el dinero, le arregla el remolcador. Finalmente Berretín se casa con aquella muchacha y Remanso hace lo mismo con Rosa y se ve a los cuatro navegar por el Riachuelo.

## Reparto
- Luis Sandrini
- Maruja Pibernat
- Alfredo Camina
- Héctor Calcaño
- María Esther Gamas
- Joaquín Pérez Bilbao
- Juan Sarcione
- Margarita Solá
- Froilán Varela
- Vicente Forastieri

## Críticas
Para el crítico Domingo Di Núbila se trata de una historia hábilmente urdida que se desarrolla en segmentos entre los cuales se insertan a modo de separadores "otros montajes de imágenes que, sin llegar a tener el estilo de la pintura de Quinquela Martín, amplían la visión del mundo del gran artista boquense, le confieren color y fuerza ambiental y, por otra parte, la oxigenan luego de las secuencias de interiores." Destaca luego los eficaces toques reideros, el ritmo ágil, el diálogo sainetesco, la gracia y simpatía de Luis Sandrini, la excelente fotografía del técnico suizo Francis Boeniger concluye que 

"Riachuelo" no llegó a desprenderse de influencias del cocolichismo nacido en los circos del siglo XIX, que luego contaminó, en el teatro, al sainete, y a través del sainete llegó al cine. Ciertos personajes vistos a través de filtros caricaturescos y no escasos detalles invalidados por una aproximación primaria le impidieron llegar a ser una clásica de la comedia porteña. Pero lo que hubo de genuino en sus elementos de cine popular la impusieron y la establecieron como útil referencia para los aprendices de cineastas que aparecieron por docenas."

El crítico de cine Néstor opinó que "la fotografía ofrece una calidad muy satisfactoria (...) el sonido está a la altura del film (...) película muy bien lograda tanto en la faz técnica como en la artística" y también se escribió: "Definición del estilo Sono: buena producción, tema popular bien filmado, canciones y personajes. Sandrini en una de sus mejores películas con un papel en el que definió al personaje sin caer en estereotipos".
El estudioso del cine Claudio España escribió que en Riachuelo "se amalgaman un retrato honesto de una situación social reconocible y una actuación, la de Luis Sandrini, en un personaje que perfeccionaba el que venía haciendo en ¡Tango!, Los tres berretines y en el teatro sin traicionarlo en su proyección popular y en su trascendencia y contenido humanos ... El argumento encomendado al peruano José Bustamante Balliban ... fue el guion más cinematográfico entre los producidos en Buenos Aires hasta la fecha si bien muchos de sus componentes salían del sainete y del tango, todos los personajes se volvían queribles, eran humanos y tenían el aliento poético suficiente como para no quedar abandonados en la pantalla una vez que el espectador dejara la sala ... en ciertas situaciones -Berretín llevándose lo ajeno en el interior de un paraguas y con un gesto de circo inolvidable, hilarante esta presente el disloque surrealista de los hermanos Marx ... cuando Carlos se lleva lo ajeno en el interior de un paraguas ... la capacidad de observación de las mejores obras del cine cómico, cierta soltura con el instrumental técnico y una preocupación por regalar humanidad a sus actores pareció adueñarse de Luis J. Moglia Barth."